# 케이티 사고나
케이티 사고나(Katie Sagona, 1989년 11월 26일 ~ )는 미국의 배우, 텔레비전 배우, 영화배우이다.

## 영화
- 인 드림스 (1999년)
- 도니 브래스코 (1997년) - 제시카 피스톤 역
- 그럼피어 올드 맨 (1995년) - 앨리 역
- 이중 노출 (1995년)
- 가딩 라이트 (1952년)